# Rho Pegasi
Rho Pegasi (50 Pegasi) é uma estrela na direção da constelação de Pegasus. Possui uma ascensão reta de 22h 55m 13.62s e uma declinação de +08° 48′ 57.9″. Sua magnitude aparente é igual a 4.93. Considerando sua distância de 282 anos-luz em relação à Terra, sua magnitude absoluta é igual a 0.22. Pertence à classe espectral A1V.